# 汇河

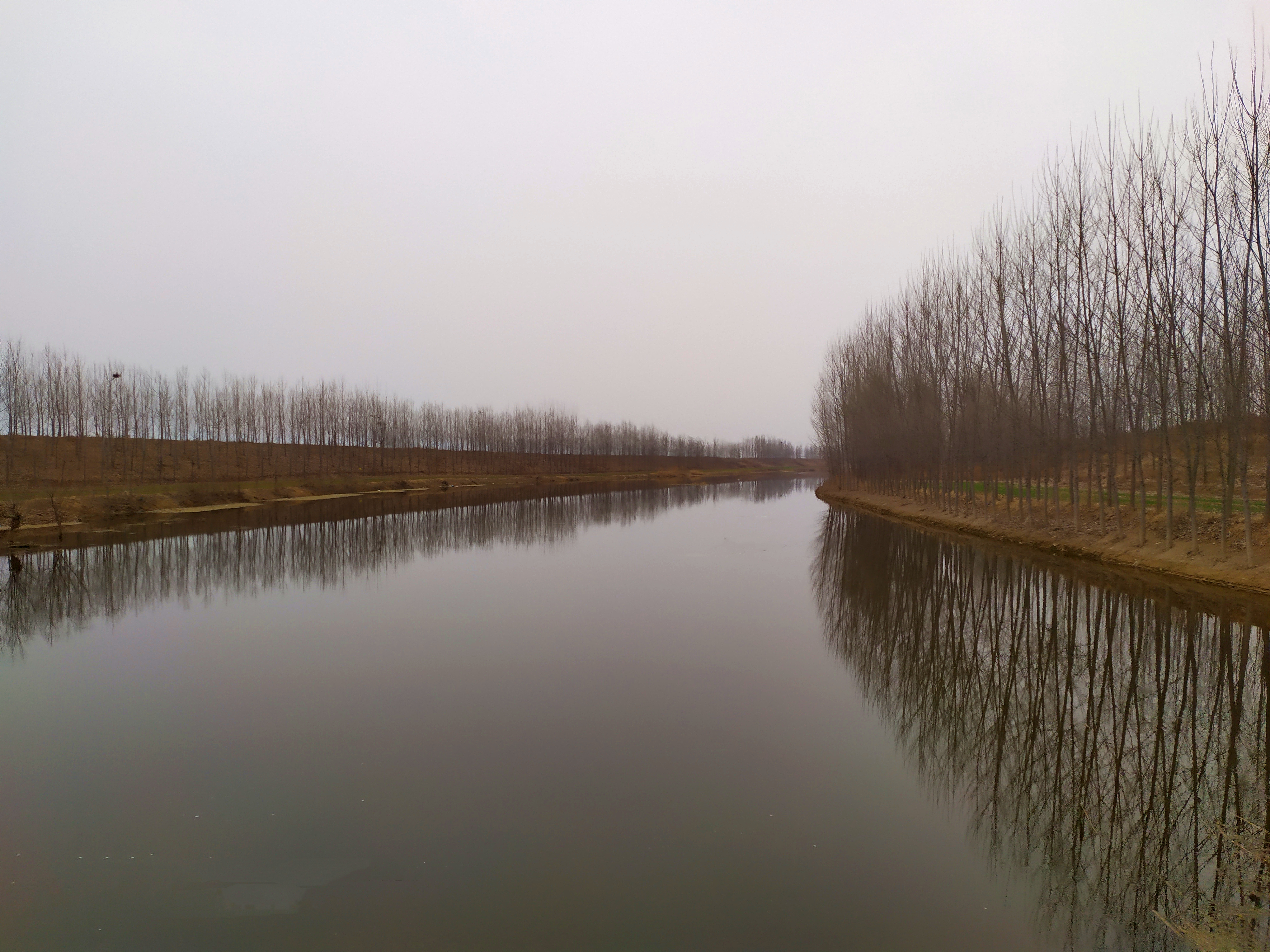
东平北遂城新村附近的汇河

汇河古称汇泉河、坎河、泌水:335，位于山东省西部，是大汶河的一条右侧支流。

## 干流
该河流主流发源于泰安市肥城市湖屯镇北部陶山西麓。流经肥城市后，在孔村镇陈屯村东流入济南市平阴县，流经孔村、孝直两个乡镇后，在孝直镇展小庄村南流出济南，在平阴县内长11.3千米，后流入泰安市东平县，在东平县戴村坝附近汇入大汶河下流大清河河段。全长49公里，流域面积1260平方公里。

## 支流
汇河有多条直流，康王河是汇河最大的支流，在肥城市衡鱼村汇入。护林河、西金线河在东平县大羊镇汇入，金线河、独山河、岈山河、东金线河在东平县接山镇汇入。